# Floyd Ayité
Pour les articles homonymes, voir Ayité.
Floyd Ayité, né le 15 décembre 1988 à Bordeaux (France), est un footballeur international togolais qui joue au poste de milieu offensif ou d'ailier.

## Biographie
Il signe son premier contrat professionnel en mai 2008 en compagnie d'Abdou Traoré, Wilfried Moimbé et Cheick Diabaté. Ayant la double nationalité, il a donc le choix entre l'Équipe de France et du Togo et opte pour la sélection africaine dans laquelle évolue également son frère, Jonathan Ayité.
En juin 2008, il fait l'objet d'un prêt d'un an sans option d'achat vers le SCO Angers. Le 20 juillet 2009, il rejoint l'AS Nancy-Lorraine de nouveau sous la forme d'un prêt. Le 8 août 2009, date de reprise du championnat, il est titularisé pour son premier match en Ligue 1.
Le 16 novembre 2011, il signe un contrat pour deux ans et demi au Stade de Reims.
Le 1er juillet 2014, il s'engage pour une durée de trois ans avec le Sporting Club de Bastia. Deux ans plus tard, il rejoint la Championship et le Fulham FC pour trois saisons plus une en option. Il s'adapte rapidement au championnat anglais, apparaissant à 31 reprises en championnat, pour 22 titularisations, 9 buts inscrits et 9 passes décisives délivrées. Au terme de cette saison 2016-2017, Fulham se qualifie pour les barrages de promotion mais est éliminé par Reading.
Sa saison suivante est moins prolifique avec 28 apparitions, dont 23 titularisations, inscrivant 4 buts et délivrant une passe décisive. Néanmoins, sur le plan collectif, la saison 2017-2018 voit le club londonien accéder à la Premier League. Il ne parvient pas à s'imposer lors de cette saison en première division. Buteur le 9 mars 2019 face à Leicester (30e journée, défaite 3-1), il est titularisé pour la première fois le 17 mars face au Liverpool FC (31e journée, défaite 1-2) puis le 30 mars face à Manchester City (32e journée, défaite 0-2) avant de se blesser. Il est titularisé une troisième et dernière fois lors de la 38e journée lors de la réception de Newcastle (défaite 0-4). Le club termine 19e et retrouve l'EFL Championship.
Il signe au Gençlerbirliği SK le 2 septembre 2019 pour deux saisons.
Le 4 août 2021, il revient en France en s'engageant librement au Valenciennes FC.

## Statistiques
| Saison                | Club                     | Championnat           | Championnat | Championnat | Coupe nationale | Coupe nationale | Coupe de la Ligue | Coupe de la Ligue | Togo | Togo | Total | Total |
| Saison                | Club                     | Division              | M.          | B.          | M.              | B.              | M.                | B.                | M.   | B.   | M.    | B.    |
| 2007-2008             | Girondins de Bordeaux B  | CFA                   | -           | -           | -               | -               | -                 | -                 | 1    | 0    | 1     | 0     |
| Sous-total            | Sous-total               | Sous-total            | -           | -           | -               | -               | -                 | -                 | 1    | 0    | 1     | 0     |
| 2008-2009             | Angers SCO (prêt)        | Ligue 2               | 33          | 3           | 2               | 1               | 1                 | 0                 | 5    | 1    | 41    | 5     |
| Sous-total            | Sous-total               | Sous-total            | 33          | 3           | 2               | 1               | 1                 | 0                 | 5    | 1    | 41    | 5     |
| 2009-2010             | AS Nancy-Lorraine (prêt) | Ligue 1               | 6           | 0           | 2               | 0               | -                 | -                 | 3    | 1    | 11    | 1     |
| Sous-total            | Sous-total               | Sous-total            | 6           | 0           | 2               | 0               | -                 | -                 | 3    | 1    | 11    | 1     |
| 2010-2011             | Girondins de Bordeaux    | Ligue 1               | 7           | 0           | 1               | 0               | -                 | -                 | 4    | 0    | 12    | 0     |
| Sous-total            | Sous-total               | Sous-total            | 7           | 0           | 1               | 0               | -                 | -                 | 4    | 0    | 12    | 0     |
| 2011-2012             | Stade de Reims           | Ligue 2               | 18          | 3           | -               | -               | -                 | -                 | -    | -    | 18    | 3     |
| 2012-2013             | Stade de Reims           | Ligue 1               | 23          | 2           | -               | -               | 1                 | 0                 | 4    | 0    | 28    | 2     |
| 2013-2014             | Stade de Reims           | Ligue 1               | 32          | 5           | 1               | 0               | 2                 | 1                 | 1    | 0    | 36    | 6     |
| Sous-total            | Sous-total               | Sous-total            | 73          | 10          | 1               | 0               | 3                 | 1                 | 5    | 0    | 82    | 11    |
| 2014-2015             | SC Bastia                | Ligue 1               | 30          | 6           | 1               | 2               | 2                 | 1                 | 4    | 1    | 37    | 10    |
| 2015-2016             | SC Bastia                | Ligue 1               | 32          | 7           | 1               | 0               | 1                 | 0                 | 3    | 2    | 37    | 9     |
| Sous-total            | Sous-total               | Sous-total            | 62          | 13          | 2               | 2               | 3                 | 1                 | 7    | 3    | 74    | 19    |
| 2016-2017             | Fulham FC                | Championship          | 31+2        | 9+0         | 2               | 0               | -                 | -                 | 4    | 0    | 39    | 9     |
| 2017-2018             | Fulham FC                | Championship          | 28+1        | 4+0         | -               | -               | -                 | -                 | 6    | 3    | 35    | 7     |
| 2018-2019             | Fulham FC                | Premier League        | 16          | 1           | 1               | 0               | 2                 | 0                 | -    | -    | 19    | 1     |
| 2019-2020             | Fulham FC                | Championship          | 1           | 0           | -               | -               | -                 | -                 | -    | -    | 1     | 0     |
| Sous-total            | Sous-total               | Sous-total            | 79          | 14          | 3               | 0               | 2                 | 0                 | 10   | 3    | 94    | 17    |
| 2019-2020             | Gençlerbirliği SK        | Süper Lig             | 19          | 3           | 1               | 0               | -                 | -                 | 4    | 0    | 24    | 3     |
| 2020-2021             | Gençlerbirliği SK        | Süper Lig             | 30          | 3           | -               | -               | -                 | -                 | 1    | 0    | 31    | 3     |
| Sous-total            | Sous-total               | Sous-total            | 49          | 6           | 1               | 0               | -                 | -                 | 5    | 0    | 55    | 6     |
| 2021-2022             | Valenciennes FC          | Ligue 2               | 27          | 2           | 2               | 0               | -                 | -                 | -    | -    | 29    | 2     |
| Total sur la carrière | Total sur la carrière    | Total sur la carrière | 336         | 48          | 14              | 3               | 9                 | 2                 | 40   | 8    | 399   | 61    |

## Palmarès

### En club
| - Tournoi de Paris : - Vainqueur : 2010 |

 SC Bastia
- Coupe de la Ligue
  - Finaliste (1) : 2015.